# 劉尚倫
劉尚倫 (1853年—? )，字筱村，号佩五，一号重五，漢軍正紅旗人，清朝政治人物、進士出身。
光緒八年壬午科，顺天乡试中举，九年（1883年），参加癸未科殿試，登進士二甲26名。同年五月，著以主事分部学习。